# Gaucho (insecticide)
Pour les articles homonymes, voir gaucho.
Le Gaucho est la marque déposée d'un insecticide systémique de la famille des néonicotinoïdes et composé d'un principe actif, l'imidaclopride, et est produit par le groupe industriel Bayer CropScience (Bayer AG).

## Le Gaucho, insecticide puissant utilisé dans l'agriculture
Le Gaucho est utilisé pour protéger un certain nombre de cultures en tant que traitement de semences.
L'imidaclopride (matière active) est un insecticide néonicotinoïde destiné à être appliqué aux semences avant semis, ou sur les feuilles des plantes. Il diffuse dans le système vasculaire de la plante. Les insectes l'absorbent en suçant les fluides des plantes.
L'imidaclopride est un insecticide particulièrement efficace à détruire les populations d'insectes, d'une grande rapidité d'action, et persiste longtemps dans les sols et les cultures. Il est largement employé sur le tournesol, le riz, les légumes, le maïs et les céréales d'automne. Sa toxicité réside dans une surexcitation des récepteurs nicotiniques d'acétylcholine du système nerveux des insectes.
Les semences traitées aux insecticides sont utilisées pour faire face à de nombreux parasites, car elles sont faciles d'utilisation, et les surcoûts liés au traitement sont comparables à la plupart des insecticides employés après le semis. Cette méthode serait aussi moins néfaste pour l'environnement car elle requiert moins de produit chimique comparativement aux méthodes de traitement par voie aérienne ou de traitement du sol, car moins de produit est diffusé dans l'air. Elle est aussi plus simple et serait plus sûre pour l'agriculteur. Cependant le traitement prophylactique (préventif) est fortement critiqué en termes d'utilité (efficacité), de facteur favorisant la résistance des nuisibles (espèces ciblées) et d'impact environnemental sur les espèces non cibles (biodiversité).
La toxicité du principe actif du Gaucho et son caractère néfaste pour les environnements est désormais reconnu : sur la base d'une évaluation scientifique détaillée de l'autorité européenne de sécurité alimentaire et sanitaire (EFSA), la Commission Européenne prononce en 2013 une suspension partielle de l'imidaclopride et de deux autres néonicotinoïdes (clothianidine et thiamethoxam) en raison des impacts négatifs sur les pollinisateurs. Plus généralement ce sont tous les néonicotinoïdes et leurs usages qui sont remis en question par une grande partie des scientifiques indépendants des parties en opposition.

## La controverse du Gaucho
L'utilisation du Gaucho a été controversée dans plusieurs pays, et notamment très controversée en France, où elle a été considérée comme potentiellement responsable d'une surmortalité des abeilles par les apiculteurs .
Selon l'Union nationale des apiculteurs, le nombre de ruches a diminué de 1,45 million en 1996 à un million en 2003 (NB : les ruches ne sont répertoriées et immatriculées que depuis 2010). Entre 1995 et 2001, la production moyenne de miel est tombé de 30 à 24 kg par ruches. D'après la FAO la production nationale a quant à elle chuté de 17 000 tonnes en 1990 à 11 000 par an en 2012.
Des apiculteurs français affirment que le Gaucho, notamment en tant que traitement pour tournesol, a décimé les abeilles et causé un effondrement substantiel de la production de miel. Certains réclament que les insecticides employés systématiquement ne soient plus appliqués aux cultures dont dépendent les abeilles, tandis que d'autres appellent à une interdiction totale du Gaucho. Néanmoins, l'imidaclopride, molécule active du Gaucho, a été utilisée en France, sous d'autres formes que l'enrobage des semences, jusqu'à très récemment en traitement des arbres fruitiers en particulier. Le produit doit être appliqué en dehors des périodes de floraison pour ne pas exposer les butineuses, puisque ce sont elles qui assurent la pollinisation des vergers et donc les productions fruitières. .
La Confédération paysanne, un syndicat agricole français, qui prône des actions de désobéissance civile, et qui lutte depuis plusieurs années contre l’utilisation abusive des pesticides en agriculture, se mobilise depuis plusieurs années pour renforcer la législation contre le Gaucho et limiter l'utilisation des pesticides.
Le 4 janvier 2017, la cour de cassation a définitivement confirmé l’arrêt rendu en avril 2015 par la cour d’appel de Paris, à savoir que le Gaucho n'est pas le principal responsable de la mortalité des abeilles. Elle considère que les principaux responsables sont des facteurs sanitaires (varoa principalement) et nutritionnels ("intensification" de l'apiculture, remplacement du nourrissage avec du miel par des substituts sucrés) qui expliquent les mortalités d’abeilles

### Premières observations
Le Gaucho a commencé à être employé en France en 1994 en tant qu'enrobage des semences de tournesols. Certains apiculteurs mentionnèrent dans les années qui suivirent le possible lien entre le pesticide et certains troubles du comportement chez les abeilles. Bayer CropScience diligenta des publications sur le sujet pour tenter de montrer que le Gaucho était inoffensif pour les abeilles. À ce stade, la plupart des discussions restèrent dans la plus grande confidentialité entre Bayer et les associations d'apiculteurs.
Toutefois, pendant l'été 1997, de véritables hécatombes chez les abeilles furent remarquées dans plusieurs régions de France, et la controverse devint publique.

### 1998: premières estimations de la toxicité et études de Bayer pour la réfuter
Une étude officielle en France fut conduite en 1998 pour déterminer si le Gaucho était responsable de la baisse de la population apicole, et de la baisse de la production de miel durant la saison de floraison des tournesols.
Des études environnementales eurent pour but de définir les espèces animales en danger, les produits chimiques incriminés, et leur seuil de tolérance par ces mêmes espèces.
Dans le cas de l'accusation portée sur l'imidaclopride, les conséquences n'étaient pas la mort directe des abeilles, mais la mort indirecte : des troubles du comportement - désorientation, sous-nutrition, troubles de la communication - entrainant le dépérissement des colonies. Les premières études visèrent à déterminer le seuil mortel pour les abeilles.
Cette étude conduite par l'Afssa (Agence française de la sécurité sanitaire des aliments) dans quatre régions différentes montra peu de différences en termes de changement de comportement des abeilles, de leur mortalité, de l'évolution des ruches et des récoltes de miel avec ou sans Gaucho. Le protocole de cette étude fit cependant l'objet de nombreuses critiques.
Une étude dirigée par Wilhelm Drescher en 1998 à l'Université de Bonn, sur l'activité des abeilles dans les champs de tournesols dans la partie ouest de la France, conclut à l'absence de résultats pouvant démontrer un quelconque impact négatif sur les abeilles. Il fut aussi fait mention d'autres explications potentielles, comme une maladie virale causée par l'émergence en 1996 des larves de varroa résistances aux acaricides. Cette étude statua que l'on ne pouvait attribuer les hécatombes d'abeilles en France à l'imidaclopride, mais plutôt à une maladie virale ou un parasite provoquant des symptômes similaires.
En parallèle, plusieurs études furent également conduites par Bayer CropScience pour évaluer les risques pour les abeilles de l'utilisation du Gaucho sur les tournesols.
Bayer argua que les nombreuses études furent réalisées à ciel ouvert comme sous serre, en Argentine, Canada, Allemagne, France, Grande-Bretagne, Italie, Suède, Afrique du Sud, Hongrie et États-Unis, et que toutes confirmèrent que le Gaucho était inoffensif pour les abeilles.
Bayer ajouta que d'autres explications pouvaient être formulées pour expliquer la chute des effectifs apicoles. Ils indiquèrent ainsi que dans une étude menée en 1975 par Wilson Menapace, une chute du nombre des abeilles avait été remarquée dans 27 états américains, la plupart des cas se produisant durant un été humide et frais. Les experts évoquèrent ainsi une maladie, des famines, un temps inhabituellement humide et frais, des diarrhées, une pénurie de pollen, la mort de reines, des défauts génétiques, un stress, etc.
Une autre étude conduite par Kulincevic en 1983 mentionna que les principales causes de malnutrition des abeilles s'expliquaient par une offre insuffisante en pollen. Il a été fait mention que des techniques modernes pourraient aider à pallier ce manque en offrant aux abeilles des substituts alimentaires, mais que certains d'entre eux peu polliniques comme le soja induiraient une mortalité accrue des abeilles.

### Suspension pour le traitement des semences de tournesol en France
En 1999, Jean Glavany, ministre de l'Agriculture du gouvernement français, invoqua le principe de précaution, et décida de suspendre l'usage du Gaucho pour le traitement des semences de tournesol. Les scientifiques de Bayer contestèrent une nouvelle fois que le produit puisse être responsable de la mort des colonies apicoles lors d'une réunion en 2000. Cette décision administrative de suspension fut contestée par Bayer et les semenciers auprès du Conseil d'État, qui donna raison à la décision du ministre.
En 2001, Jean Glavany reconduisit l'interdiction pour deux années supplémentaires et demanda à un panel d'experts de réaliser une étude épidémiologique complète afin de trouver les facteurs pouvant expliquer le déclin apicole.

### Deuxième série d'études en 1999 et 2000
Une deuxième batterie d'études fut lancée en 1999 pour définir :
- la toxicité du produit (l'imidaclopride) sur les abeilles ;
- la persistance du produit dans les sols ;
- les quantités dans les cultures ;

Les résultats de Bayer CropScience montrèrent que le seuil en deçà duquel aucun effet n'avait été observé était de 20 ppb (ng de pesticide par gramme de nourriture), tandis que les quantités résiduelles relevées dans les parties disponibles aux insectes (parties aériennes) étaient en deçà de 1,5 ppb. Ainsi ils conclurent que les abeilles n'auraient en aucun cas pu être en contact avec des concentrations suffisamment élevées pour être affectées par les pesticides, et que le traitement des semences de tournesols était sans risque pour les abeilles.
La Commission des toxiques parvint en 2001 à ces conclusions :
- l'imidaclopride répond aux exigences de la législation européenne en termes de persistance dans les sols, et ne s'y accumule pas ;
- des résidus peuvent être trouvés dans les plants ayant été cultivés à partir d'autres plants de tournesols dont les semences ont été traitées au Gaucho. Ces résidus ont été uniquement détectés dans des parties non-exposées aux abeilles, telles les feuilles. Aucun résidu n'a pu être trouvé dans le pollen des plants de tournesol non-traités.

La commission conclut qu'il n'y avait aucune indication substantielle suggérant un danger du Gaucho sur les abeilles. Toutefois, la commission objecta que le pollen des semences de maïs traitées pouvait comporter un risque.
Le Comité Scientifique et Technique créé sur décision du ministre commença à travailler à partir d'octobre 2001. Après avoir étudié toutes les données disponibles, il conclut notamment en septembre 2003 : "l’enrobage de semences de tournesol Gaucho® conduit à un risque significatif pour les abeilles de différents âges".
Gérard Eyries, directeur du marketing pour la division agricole de Bayer France, fut notamment cité, en disant que les études confirmaient le fait que le Gaucho laissait un faible résidu dans le nectar et le pollen, mais qu'il n'y avait aucune preuve sur le lien avec la chute mortifère de la population apicole en France, et ajouta : « Il est impossible qu'il n'y ait aucun résidu. Ce qui compte, c'est de savoir si les minuscules quantités détectées ont un effet négatif sur les abeilles ». Il ajouta également que le produit était vendu dans 70 pays sans qu'aucun effet indésirable n'ait jamais été découvert.
Mais d''autres études indiquèrent que les concentrations étaient particulièrement élevées lorsque la plante est jeune. On a relevé en général :
- 10 à 20 ppb dans les feuilles supérieures ;
- 100 à 200 ppb dans les autres feuilles ;
- des quantités inférieures à 1,5 ppb dans le nectar
- 2 à 3 ppb en moyenne dans le pollen.

Bayer concéda alors que l'insecticide pouvait causer une désorientation des abeilles à des niveaux de concentration du principe actif supérieurs à 20 ppb. Des études postérieures conduites par les chercheurs de l'INRA suggèrent que le comportement des abeilles pourrait être affecté à des niveaux compris entre 3 et 16 ppb, voire dès 0,1 ppb.
En 2003, le ministre de l'Agriculture prolonge à nouveau de trois ans la suspension portant sur l'utilisation du Gaucho pour les semences de tournesol.

### Résultats des suspensions en France
Malgré les quatre années d'interdiction du traitement des semences du seul tournesol, la mortalité hivernale des ruches reste anormale (autour de 30 % au lieu de moins de 5 %). Certains apiculteurs affirment que la mesure a été insuffisante, étant donné que des études ont prouvé que le Gaucho laissait des résidus dans le sol, et que même deux ans après, des plantes mises en terre aux mêmes endroits que les cultures originellement traitées comportaient des traces du produit.
Certains suggèrent également que les pertes dans les colonies d'abeilles pourraient être dues à l'utilisation de l'imidaclopride sur d'autres cultures comme le maïs, ou par le remplacement de l'imidaclopride par un autre insecticide appelé Fipronil (systémique). De ce fait, la Direction Générale de l'Alimentation du ministère de l'Agriculture indiqua en mai 2003 que les décès d'abeilles observés dans le Sud de la France ont été causés par la toxicité accrue du Fipronil, employé comme principe actif de l'insecticide Régent TS du groupe BASF Agro, alors que la responsabilité du Gaucho était dégagée  .
La récolte 2006 a été très réduite et la mortalité hivernale particulièrement forte, mais cette dernière ayant touché également les zones peu, voire pas du tout, concernées par les insecticides systémiques (zone montagneuse par exemple), l'UNAF estime que des pertes encore plus importantes ont été évitées grâce à leurs suspensions. Les 40 jours de gelée de l'hiver, la baisse des surfaces de prairie légumineuse, le développement du parasite varroa auraient un impact très négatif. Cependant une étude de l'AFSSA sur 25 ruches dans cinq départements conclut : « En matière de Gaucho, nous nous trouvons dans une zone incertaine, mais malgré la forte toxicité du produit et de ses dérivés pour les abeilles (…) un impact de ce produit sur le terrain en condition normale d'utilisation n'est pas confirmé ».
Malgré cette interdiction limitée au seul tournesol, la filière apicole française fait toujours face à des mortalités massives et anormales. La situation est identique dans de nombreux pays où l'agriculture est intensive. Considérer l'usage de ce seul insecticide sur tournesol comme facteur unique du déclin des colonies est une thèse de plus en plus difficile à soutenir. La plupart des travaux scientifiques penchent vers une accumulation de facteurs (pesticides, Varroa, Nosema ceranae, virus, disette, génétique) pour expliquer la situation des élevages.

### Poursuites judiciaires
En 2001, Bayer engagea des poursuites judiciaires contre Maurice Mary, un des leaders de l'Union Nationale de l'Apiculture Française (UNAF), pour ses propos désobligeants sur le Gaucho. Un non-lieu a été prononcé par un juge en mai 2003. En 2004, Bayer, porte à nouveau plainte contre Philippe de Villiers, auteur d'un livre sur la surmortalité des abeilles intitulé Quand les abeilles meurent, les jours de l'homme sont comptés : Un scandale d'État.
Le Gaucho fait l'objet d'une mesure suspensive du ministère de l'Agriculture pour lever les incertitudes liées aux multiples études contradictoires, notamment celle de la Commission des toxiques.

## Interdiction du Gaucho sur les semences de maïs en France
Après la suspension pour le traitement des semences de tournesol en 1999, le ministre français de l'agriculture Hervé Gaymard annonce en 2004 l'interdiction de l'usage du Gaucho comme traitement de semences du maïs, jusqu'à la réévaluation de cette substance par la Commission européenne en 2006.
La Haute instance du Conseil d'État a rendu sa décision le 26 avril 2006 à la suite de la saisine par les syndicats professionnels de producteurs de maïs et la société Bayer Cropscience France. La Haute instance déboute les demandeurs et confirme l'interdiction de l'usage du Gaucho.
La décision du ministre de l'agriculture est basée sur l'avis de la Commission d'études de la toxicité des produits phytosanitaires du 12 mai 2004. Elle se concrétise par un avis au Journal officiel du 2 juin 2004 aux détenteurs d'autorisation de mise sur le marché, aux distributeurs et aux utilisateurs de Gaucho. Cet avis porte sur le retrait de l'autorisation de mise sur le marché du Gaucho pour l'usage « traitement des semences de maïs » à partir du 25 mai 2004, avec un délai d'écoulement des stocks des semences traitées jusqu'au 30 juin 2004 pour leur utilisation.

## Autorisation et retrait de l'imidaclopride par la Commission européenne
- Par la décision 2008/116/CE du 15 décembre 2008, la Commission européenne a inscrit l'imidaclopride à l'annexe I de la directive 91/414/CEE, ce qui revient à autoriser les États membres à incorporer cette substance active dans les préparations bénéficiant d'une autorisation de mise sur le marché sur leur territoire.
- RÈGLEMENT D’EXÉCUTION (UE) No 485/2013 DE LA COMMISSION du 24 mai 2013 modifiant le règlement d’exécution (UE) no 540/2011 en ce qui concerne les conditions d’approbation des substances actives clothianidine, thiaméthoxame et imidaclopride et interdisant l’utilisation et la vente de semences traitées avec des produits phytopharmaceutiques contenant ces substances actives